# Aggersborg
Aggersborg är Danmarks största vikingaborg. Aggersborg ligger i Han Herred, vid Aggersund norr om Limfjorden.
Borgen hade en innerdiameter på 240 meter, medan hela befästningen var 288 meter bred ut till kanten på vallgraven.
Mellan vallen och vallgraven var det ett ca 8 meter plant stycke mark. Vallgraven var omkring 1,3 meter djup, och vallen var cirka fyra meter hög. Vallen var byggd av jord och torv och förstärkt med en fasad av ekträ. Överst fanns det ett bröstvärn av trä. Den vall man ser idag är lägre än den ursprungliga. Den uppfördes i början av 1990-talet, för att illustrera den forna storheten. De fyra huvudgatorna går, som i andra trelleborgar, från centrum av borgen och ut mot vardera väderstrecken. De går ut genom vallarna som tunnlar för att inte försvaga borgens försvar. I varje fjärdedel av cirkeln, där husen fanns, gick flera små tvärgator.

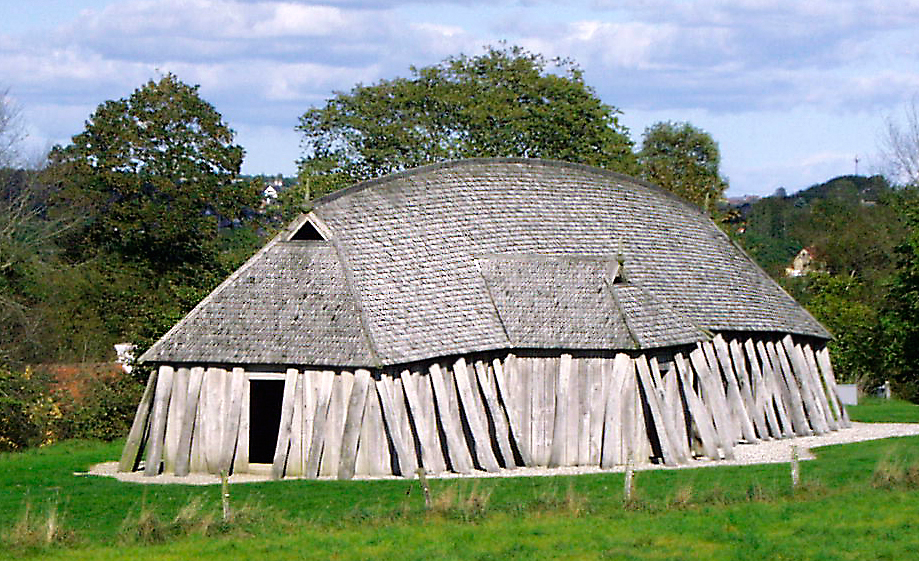
Rekonstruktion av vikingahus vid Fyrkat.

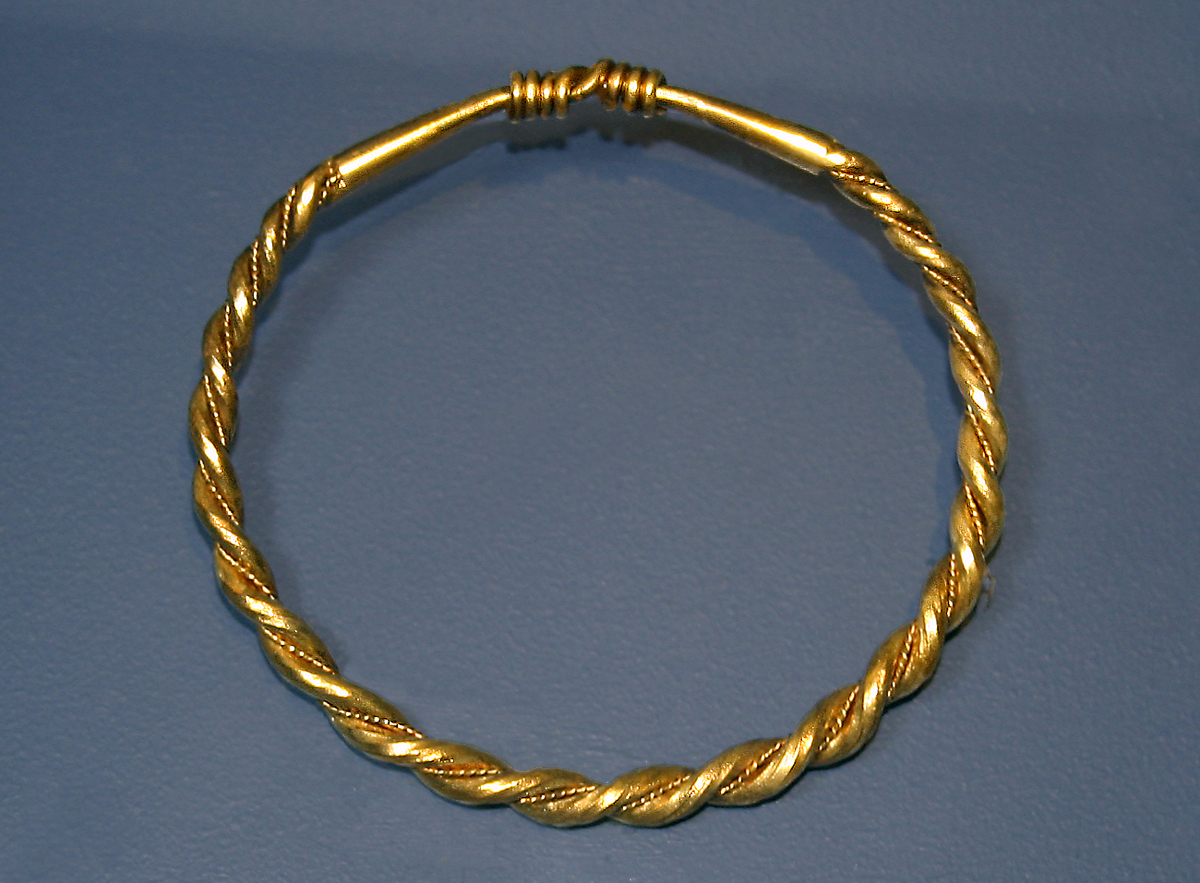
Kopia av guldarmring hittad vid Aggersborg.

Anläggningen är svår att datera, då det under den ligger en by med grophus och långhus från germansk järnålder. Men den är troligen byggd ungefär samtidig med de andre trelleborgarna – sannolikt omkring år 980 då Harald Blåtand och/eller Sven Tveskägg regerade landet. Borgen är uppförd under 1–2 år och har endast varit i bruk omkring 5–20 år. Senare har en rad kungsgårdar avlöst varandra vid platsen.
Med 48 långhus tror man att det har funnits plats för upp emot 5 000 man. Tolv långhus finns i varje fjärdedel av cirkeln. De är alla orienterade i riktning nord/syd eller öst/väst. Från de ursprungliga trähusen finns bara stolphålen bevarade. Från stolphålens inbördes placering, lutning och dimensioner, tillsammans med kunskaper om utformningen av forntida byggnader, bl.a. från Camminskrinet som är ett husformat relikskrin, och engelska husformade gravstenar, har man försökt rekonstruera trelleborgarnas hus. Husens konstruktion kallas bulkonstruktion. Rekonstruktionen finns vid borgen Fyrkat. Husen hade bågformat tak och buktande långsidor som på ett skepp. De var 32,5 meter långa och 8,5 meter breda. De var uppdelade i en lång mitthall på 19,5 meters längd med mindre rum i gavlarna. För att bygga ett enda sådant hus som vid Aggersborg fordrades 66 stora ekar. Till hela bebyggelsen, med träkonstruktionen i vallarna och trä till husen, har det använts omkring 5 000 stora ekar.
Vid utgrävningar på platsen har många föremål påträffats. Många importerade lyxvaror hittades – i det största huset fann man t.ex. pärlor av bergkristall och rester av glaskannor. I ett stolphål låg en deformerad guldarmring, det största guldfyndet i Danmark efter Gallehushornen. En kopia av guldarmringen kan ses på museet vid området.
Aggersborgs geografiska läge – skyddat men samtidigt tillgängligt för fartyg – ska ses i ljuset av att Limfjorden på borgens tid var öppen för seglats i tre riktningar: väster- och österut som i dag, men på den tiden även norrut genom "Sløjen" som då var en öppen naturlig kanal. Dessutom låg Aggersborg vid en av den uråldriga härvägens tre passager över Limfjorden.
Aggersborg ligger alltså strategiskt väl placerat i en knutpunkt, både för öst-västlig och nord-sydgående trafik. Men det är fortfarande osäkert om Aggersborg var ett maktcentrum för kontroll av handel och regionala intressesfärer, eller om det var ett uppsamlings- och träningsläger i samband med Sven Tveskäggs plundringståg mot bland annat England.
Aggersborg blev 2023 en del av världsarvet ringborgar från vikingatiden.

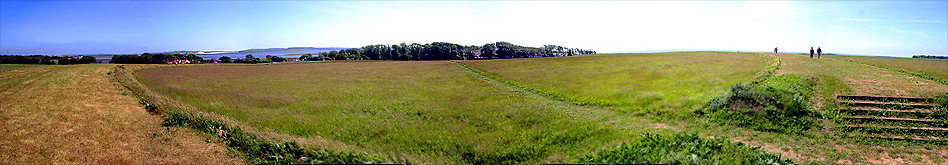
Panoramafoto från Aggersborg.